# NGC 520
NGC 520 = Arp 157 ist ein kollidierendes Galaxienpaar im Sternbild Fische und ist etwa 105 Millionen Lichtjahre von der Milchstraße entfernt. Halton Arp gliederte seinen Katalog ungewöhnlicher Galaxien nach rein morphologischen Kriterien in Gruppen. Diese Galaxie gehört zu der Klasse Galaxien mit innerer Absorption.
Die Galaxie NGC 520 wurde am 13. Dezember 1784 von dem deutsch-britischen Astronomen William Herschel entdeckt.

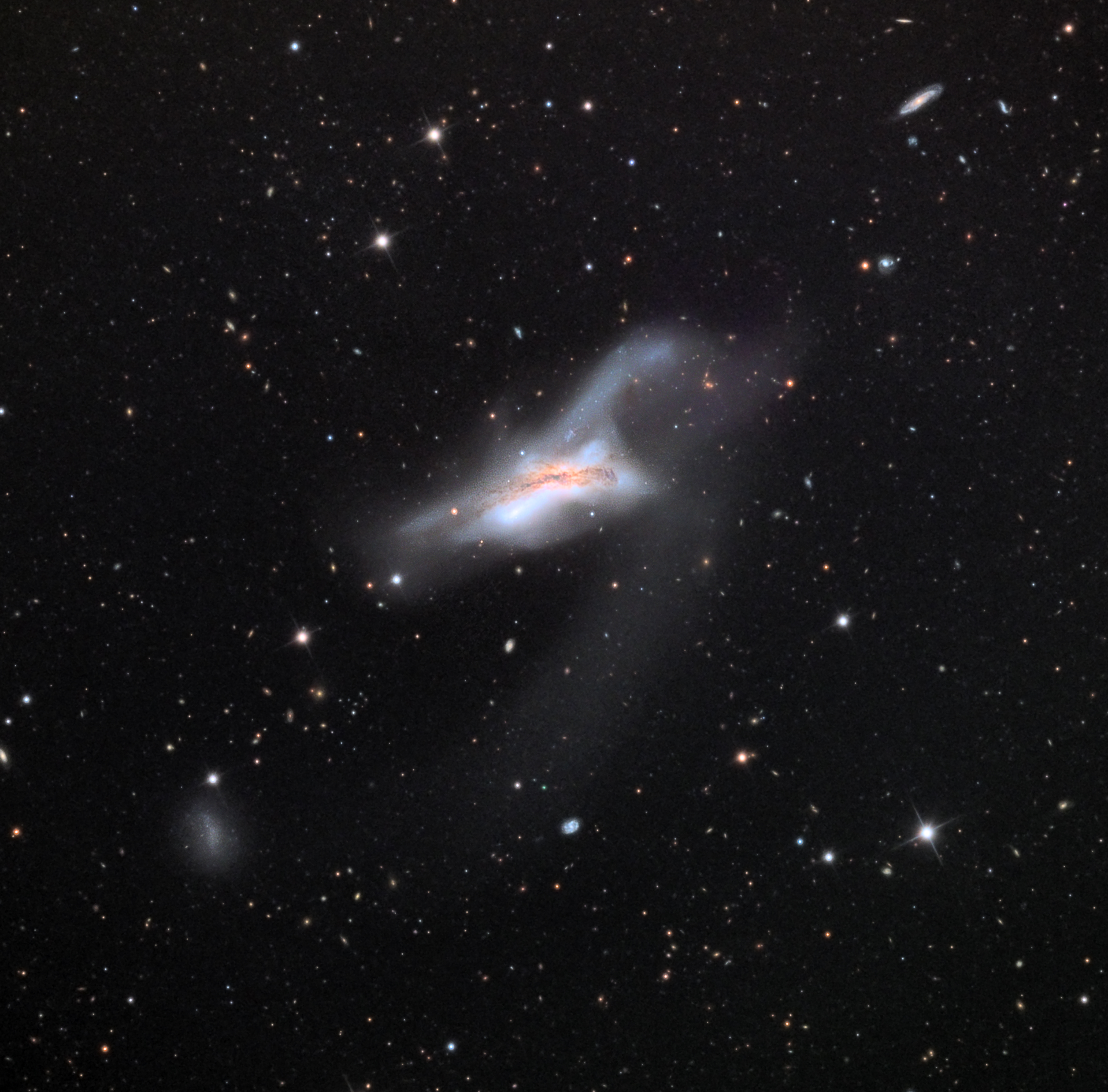
Panoramaaufnahme mithilfe eines 80 cm durchmessenden Teleskops
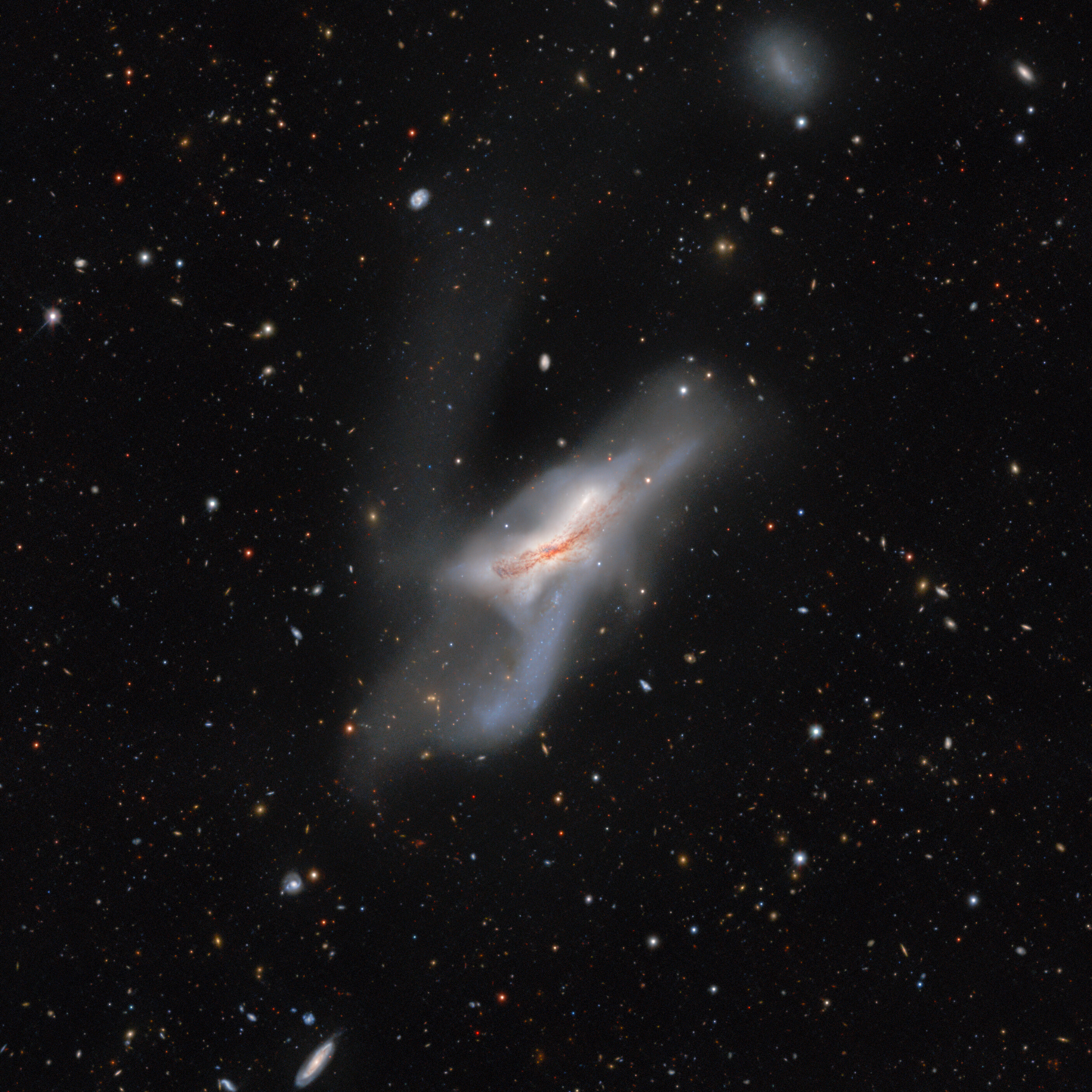
Aufnahme mithilfe des Víctor M. Blanco Telescope